# ГЕС Dàhuà
ГЕС Dàhuà (大化水电站) — гідроелектростанція на півдні Китаю у провінції Гуансі. Знаходячись між ГЕС Яньтань (вище по течії) та ГЕС Bǎilóngtān, входить до складу каскаду на річці Hongshui, яка разом із Qian, Xun та Сі входить до основної течії річкової системи Сіцзян (завершується в затоці Південнокитайського моря між Гуанчжоу та Гонконгом).
У межах проєкту річку перекрили комбінованою греблею висотою 79 метрів та довжиною 1166 метрів, виконаною переважно як бетонна споруда з бічними земляними ділянками. Вона утримує водосховище з об'ємом 815 млн м3 та припустимим коливанням рівня в операційному режимі між позначками 153 та 155 метрів НРМ (під час повені до 169,3 метра НРМ).
Інтегрований у греблю машинний зал обладнали чотирма турбінами типу Каплан потужністю по 100 МВт, які використовували напір від 13 до 39 метрів (номінальний напір 22 метри) та забезпечували виробництво 2105 млн кВт·год електроенергії на рік. У 1998—2002 роках їх модернізували до показника у 114 МВт, а в кінці 2000-х на лівобережжі облаштували другий машинний зал з однією турбіною потужністю 110 МВт, що збільшило річний виробіток до 3329 млн кВт·год.